# 利溪镇
利溪镇，是中华人民共和国四川省南充市蓬安县下辖的一个乡镇级行政单位。2019年10月，撤销三坝乡，将其所属行政区域划归利溪镇管辖。

## 行政区划
利溪镇下辖以下地区：
利溪社区、新场坝村、花房子村、三角湾村、八角庙村、花灶沟村、万桑园村、桥亭子村、肖家沟村、白骨垭村、冯家坝村、青龙江村、高峰山村、牛眠沟村、量金斗村、挖龙坳村和大湾丘村、三坝乡街道社区、姚家坝村、万寿村、冉家碑村、郑家坝村、大石塘村、三坝村、汪家坡村、金竹庵村、双龙盘村和阙家坝村。